# Гайнц Шютт
Гайнц Шютт (нім. Heinz Schütt; 24 листопада 1915, Гамбург-Гарбург — 12 листопада 1969) — німецький офіцер-підводник, оберлейтенант-цур-зее резерву крігсмаріне (1 квітня 1943).

## Біографія
В 1936 році вступив на флот. В січні-травні 1941 року пройшов курс підводника. З 16 серпня 1941 року — 2-й вахтовий офіцер на підводному човні U-135. З листопада 1942 по 3 червня 1943 року — командир U-135, на якому здійснив 2 походи (разом 82 дні в морі). В червні переданий в розпорядження 5-ї флотилії. З 6 жовтня 1943 по 9 травня 1945 року — командир U-294, на якому здійснив 5 походів (разом 65 днів у морі).